# Yancheng
För andra betydelser, se Yancheng (olika betydelser).
Yancheng, tidigare romaniserat Yencheng, är en stad på prefekturnivå i Jiangsu-provinsen i östra Kina.
Stadens namn betyder bokstavligen "saltstaden", vilket syftar på de saltfält som omgivit staden sedan urminnes tider.

## Historia
Orten grundades som härad under Handynastin (206 f.Kr.–220 e.Kr.) och fick sitt nuvarande namn under östra Jindynastin (265–420). Under Qingdynastin (1644-1912) lydde Yancheng under prefekturen Huai'an. 1983 ombildades Yancheng och den omkringliggande landsbygden till en stad på prefekturnivå.

## Administrativ indelning
Yancheng är en till ytan mycket stor ort och är ungefär lika stor som Hälsingland, varav ungefär häften utgörs av landsbygd. Prefekturen Yancheng är indelad i två stadsdistrikt, som utgör själva stadskärnan, fem härad, som är prefekturens lantliga områden, och satellitstäder på häradsnivå, vilka ligger i prefekturens södra delar.
| Karta | Indelning      | Kinesiska | Pinyin         | Befolkning 2010 | Yta (km2) | Täthet |
| Tinghu Yandu Xiangshui härad Binhai härad Funing härad Jianhu härad Sheyang härad Dafeng (stad) Dongtai (stad) |                |           |                |                 |           |        |
| --- | -------------- | --------- | -------------- | --------------- | --------- | ------ |
| Tinghu Yandu Xiangshui härad Binhai härad Funing härad Jianhu härad Sheyang härad Dafeng (stad) Dongtai (stad) | Stadsdistrikt  |           |                |                 |           |        |
| Tinghu Yandu Xiangshui härad Binhai härad Funing härad Jianhu härad Sheyang härad Dafeng (stad) Dongtai (stad) | Tinghu         | 亭湖区    | Tínghú qū      | 904 417         | 896       | 1 009  |
| Tinghu Yandu Xiangshui härad Binhai härad Funing härad Jianhu härad Sheyang härad Dafeng (stad) Dongtai (stad) | Yandu          | 盐都区    | Yándū qū       | 711 300         | 1 018     | 699    |
| Tinghu Yandu Xiangshui härad Binhai härad Funing härad Jianhu härad Sheyang härad Dafeng (stad) Dongtai (stad) | Härad          |           |                |                 |           |        |
| Tinghu Yandu Xiangshui härad Binhai härad Funing härad Jianhu härad Sheyang härad Dafeng (stad) Dongtai (stad) | Xiangshui      | 响水县    | Xiǎngshuǐ xiàn | 509 524         | 1 461     | 349    |
| Tinghu Yandu Xiangshui härad Binhai härad Funing härad Jianhu härad Sheyang härad Dafeng (stad) Dongtai (stad) | Binhai         | 滨海县    | Bīnhǎi xiàn    | 956 162         | 1 880     | 509    |
| Tinghu Yandu Xiangshui härad Binhai härad Funing härad Jianhu härad Sheyang härad Dafeng (stad) Dongtai (stad) | Funing         | 阜宁县    | Fùníng xiàn    | 843 275         | 1 439     | 586    |
| Tinghu Yandu Xiangshui härad Binhai härad Funing härad Jianhu härad Sheyang härad Dafeng (stad) Dongtai (stad) | Jianhu         | 建湖县    | Jiànhú xiàn    | 741 646         | 1 154     | 643    |
| Tinghu Yandu Xiangshui härad Binhai härad Funing härad Jianhu härad Sheyang härad Dafeng (stad) Dongtai (stad) | Sheyang        | 射阳县    | Shèyáng xiàn   | 896 639         | 2 855     | 314    |
| Tinghu Yandu Xiangshui härad Binhai härad Funing härad Jianhu härad Sheyang härad Dafeng (stad) Dongtai (stad) | Satellitstäder |           |                |                 |           |        |
| Tinghu Yandu Xiangshui härad Binhai härad Funing härad Jianhu härad Sheyang härad Dafeng (stad) Dongtai (stad) | Dongtai        | 东台市    | Dōngtái shì    | 990 208         | 2 340     | 423    |
| Tinghu Yandu Xiangshui härad Binhai härad Funing härad Jianhu härad Sheyang härad Dafeng (stad) Dongtai (stad) | Dafeng         | 大丰市    | Dàfēng shì     | 707 069         | 3 059     | 231    |
| Tinghu Yandu Xiangshui härad Binhai härad Funing härad Jianhu härad Sheyang härad Dafeng (stad) Dongtai (stad) | Totalt         | Totalt    | Totalt         | 7 260 240       | 16 920    | 429    |